# Nontron
Nontron (okcitansko Nontronh) je naselje in občina v jugozahodni francoski regiji Akvitaniji, podprefektura departmaja Dordogne. Leta 2008 je naselje imelo 3.444 prebivalcev.

## Geografija
Kraj leži v pokrajini Périgord ob reki Bandiat. S svojo pestro pokrajino in očuvano naravo se nahaja v osrčju narodnega parka Périgord Limousin z domala enako oddaljenostjo od večjih središč Périgueuxa, Limogesa in Angoulêma.

## Uprava
Nontron je sedež istoimenskega kantona, v katerega so poleg njegove vključene še občine Abjat-sur-Bandiat, Augignac, Le Bourdeix, Connezac, Hautefaye, Javerlhac-et-la-Chapelle-Saint-Robert, Lussas-et-Nontronneau, Saint-Estèphe, Saint-Front-sur-Nizonne, Saint-Martial-de-Valette, Saint-Martin-le-Pin, Savignac-de-Nontron, Sceau-Saint-Angel in Teyjat z 9.101 prebivalcem.
Naselje je prav tako sedež okrožja, v katerem se nahajajo kantoni Bussière-Badil, Champagnac-de-Belair, Jumilhac-le-Grand, Lanouaille, Mareuil, Nontron, Saint-Pardoux-la-Rivière in Thiviers z 41.782 prebivalci.

## Zanimivosti
- Château de Nontron iz 18. in 19. stoletja,
- cerkev Notre-Dame des Ronces iz leta 1876.